# Брајтенау (Француска)
Брајтенау (фр. Breitenau) насеље је и општина у источној Француској у региону Алзас, у департману Доња Рајна која припада префектури Селестат Ерштајн.
По подацима из 2011. године у општини је живело 312 становника, а густина насељености је износила 72,73 становника/km². Општина се простире на површини од 4,29 km². Налази се на средњој надморској висини од 350 метара (максималној 700 m, а минималној 290 m).

## Демографија
| 1962. | 1968. | 1975. | 1982. | 1990. | 1999. | 2011. |
| ----- | ----- | ----- | ----- | ----- | ----- | ----- |
| 214   | 225   | 232   | 214   | 208   | 258   | 312   |

График промене броја становника у току последњих година